# Volby do Evropského parlamentu ve Slovinsku 2019
Volby do Evropského parlamentu 2019 se ve Slovinsku uskutečnily v neděli 26. května roku 2019 v rámci celoevropských voleb do Evropského parlamentu. Během let 2019-2024 bude mít v Evropském parlamentu Slovinsko 8 zástupců.

## Výsledky
Volební účast byla 28,29%, druhá nejnižší v celé EU.
| Název                                                   | Frakce v EP | Počet hlasů | %     | +/-   | Mandátů | +/- |
| ------------------------------------------------------- | ----------- | ----------- | ----- | ----- | ------- | --- |
| Slovenska demokratska stranka Slovenska ljudska stranka | EPP         | 124,634     | 26,43 | +1,65 | 3       | -1  |
| Socialni demokrati                                      | PES         | 87,913      | 18,64 | +9,56 | 2       | +1  |
| Kandidátka Marjana Šarece                               | ALDE        | 73,480      | 15,58 | nová  | 2       | +2  |
| Nova Slovenija - Krščanska ljudska stranka              | EPP         | 52,180      | 11,07 | -5,53 | 1       | 0   |
| Levica                                                  | PEL         | 29,901      | 6,34  | +0,87 | 0       | 0   |
| Demokratična stranka upokojencev Slovenije              | ALDE        | 26,706      | 5,66  | -4,67 | 0       | -1  |
| Stranka Alenke Bratušek                                 | ALDE        | 19,022      | 4,03  | nová  | 0       | 0   |
| Slovenska nacionalna stranka                            | EAPN        | 18,926      | 4,01  | -0,02 | 0       | 0   |
| Andrej Čuš in Zeleni Slovenije                          | EGP         | 9,805       | 2,08  | nová  | 0       | 0   |
| DOM - Domovinska liga                                   | ENF         | 8,044       | 1,71  | nová  | 0       | 0   |
| Povežimo se                                             | EGP         | 7,760       | 1,65  | nová  | 0       | 0   |
| Stranka modernega centra                                | ALDE        | 7,524       | 1,60  | nová  | 0       | 0   |
| Ostatní                                                 |             | 5,630       | 1,19  |       |         |     |